# Black Celebration Tour
La gira Black Celebration Tour de la banda inglesa Depeche Mode comenzó el 29 de marzo de 1986 en Oxford (Reino Unido), y terminó el 16 de agosto de 1986 en Copenhague (Dinamarca). La gira presentó el quinto álbum de la banda, Black Celebration, publicado en 1986.
En esta gira Depeche Mode visitó por primera vez Noruega.

## Créditos
El grupo se presentó durante toda la gira tal como estaba constituido en ese momento, como un cuarteto.
David Gahan - vocalista.
Martin Gore - segundo vocalista, sintetizador, percusión electrónica y segunda voz.
Andrew Fletcher - sintetizador y percusión electrónica.
Alan Wilder - sintetizador y apoyo vocal.

## Temas interpretados
Los temas para los conciertos alcanzaban la veintena, abarcando todos sus álbumes hasta el momento y desde luego con inclinación al álbum Black Celebration, aunque más importante es señalar que al contar DM con un catálogo más abundante debieron incorporar sus más populares canciones sacrificando otras muy pedidas.

### Listado general de canciones
1. Intro instrumental de Christmas Island
2. Black Celebration
3. A Question of Time
4. Fly on the Windscreen
5. Shake the Disease
6. Leave in Silence (en su versión larga)
7. It's Called a Heart
8. Everything Counts
9. Tema interpretado por Martin Gore
  - It Doesn't Matter Two
  - Somebody (única interpretación el 16 de agosto de 1986 en Copenhague)
10. A Question of Lust (cantado por Martin Gore)
11. Here is the House (tan solo fue interpretada en los dos primeros conciertos de la gira, Oxford y Brighton)
12. Blasphemous Rumours
13. New Dress
14. Stripped (en su versión Highland Mix)
15. Something to Do
16. Master and Servant
17. Photographic
18. People Are People
19. Boys Say Go!
20. Just Can't Get Enough
21. More Than a Party

### Estadísticas
- Temas del Black Celebration (8)
- Temas del Some Great Reward (5)
- Temas del Construction Time Again (2)
- Temas del A Broken Frame (1)
- Temas del Speak & Spell (3)
- Temas no pertenecientes a algún álbum de estudio: (3)
- Canciones tocadas en la gira anterior Some Great Tour: 10
- Total de canciones Interpretadas: 22
- Regresos: "Boys Say Go!" y "More Than a Party" ausentes desde el Construction Tour en 1983 (3 años).
- Canción debut no perteneciente al álbum soporte de la gira: "It's Called a Heart"
- Todos los sencillos interpretados de un álbum, no perteneciente al de soporte de la gira: "Some Great Reward".

## Destinos de la gira

### Primera Manga: Europa
| Fecha               | País                | Ciudad                | Lugar                       |
| 29 de marzo de 1986 | Reino Unido         | Oxford                | Apollo Theatre              |
| 31 de marzo de 1986 | Reino Unido         | Brighton              | Conference Centre           |
| 2 de abril de 1986  | Irlanda             | Dublín                | RDS Stadium                 |
| 4 de abril de 1986  | Reino Unido         | Belfast               | Maysfield Centre            |
| 6 de abril de 1986  | Reino Unido         | Glasgow               | S.E.C.                      |
| 7 de abril de 1986  | Reino Unido         | Whitley Bay           | Ice Rink                    |
| 9 de abril de 1986  | Reino Unido         | Birmingham            | National Exhibition Centre  |
| 10 de abril de 1986 | Reino Unido         | Birmingham            | National Exhibition Centre  |
| 12 de abril de 1986 | Reino Unido         | Mánchester            | Apollo                      |
| 13 de abril de 1986 | Reino Unido         | Bristol               | Hippodrome                  |
| 14 de abril de 1986 | Reino Unido         | Bournemouth           | International Centre        |
| 16 de abril de 1986 | Reino Unido         | Londres               | Wembley Arena               |
| 17 de abril de 1986 | Reino Unido         | Londres               | Wembley Arena               |
| 24 de abril de 1986 | Noruega             | Oslo                  | Skedsmohallen               |
| 25 de abril de 1986 | Suecia              | Gotemburgo            | Scandinavium                |
| 26 de abril de 1986 | Suecia              | Estocolmo             | Johanneshovs Isstadion      |
| 28 de abril de 1986 | Dinamarca           | Copenhague            | Valby-Hallen                |
| 29 de abril de 1986 | Alemania Occidental | Hannover              | Eilenriedehalle             |
| 30 de abril de 1986 | Alemania Occidental | Aquisgrán             | Eurogress Aachen            |
| 2 de mayo de 1986   | Alemania Occidental | Stuttgart             | Hanns-Martin-Schleyer-Halle |
| 3 de mayo de 1986   | Alemania Occidental | Múnich                | Basketballhalle             |
| 4 de mayo de 1986   | Suiza               | Zúrich                | Hallenstadion               |
| 6 de mayo de 1986   | Francia             | París                 | Bercy                       |
| 7 de mayo de 1986   | Francia             | París                 | Bercy                       |
| 8 de mayo de 1986   | Francia             | Lyon                  | Palais Des Sports           |
| 10 de mayo de 1986  | Bélgica             | Bruselas              | Forest National             |
| 11 de mayo de 1986  | Alemania Occidental | Düsseldorf            | Philipshalle                |
| 13 de mayo de 1986  | Alemania Occidental | Ludwigshafen am Rhein | Friedrich-Ebert-Halle       |
| 14 de mayo de 1986  | Alemania Occidental | Saarbrücken           | Saarlandhalle               |
| 16 de mayo de 1986  | Alemania Occidental | Hamburgo              | Alsterdorfer Sporthalle     |
| 17 de mayo de 1986  | Alemania Occidental | Hamburgo              | Alsterdorfer Sporthalle     |
| 18 de mayo de 1986  | Alemania Occidental | Berlín                | Waldbuhne                   |
| 20 de mayo de 1986  | Alemania Occidental | Münster               | Halle Münsterland           |
| 21 de mayo de 1986  | Alemania Occidental | Bremen                | Stadthalle                  |
| 22 de mayo de 1986  | Alemania Occidental | Dortmund              | Westfalenhalle              |
| 24 de mayo de 1986  | Países Bajos        | Róterdam              | Ahoy                        |
| 25 de mayo de 1986  | Alemania Occidental | Rüsselsheim am Main   | Walter Koebel Halle         |

### Segunda Manga: Norteamérica y Japón
| Fecha               | País           | Ciudad         | Lugar                       |
| 1 de junio de 1986  | Estados Unidos | Boston         | Wang Theatre                |
| 3 de junio de 1986  | Estados Unidos | Filadelfia     | Tower Theatre               |
| 4 de junio de 1986  | Estados Unidos | Filadelfia     | Tower Theatre               |
| 6 de junio de 1986  | Estados Unidos | Nueva York     | Radio City Music Hall       |
| 7 de junio de 1986  | Estados Unidos | Nueva York     | Radio City Music Hall       |
| 8 de junio de 1986  | Estados Unidos | Nueva York     | Radio City Music Hall       |
| 10 de junio de 1986 | Estados Unidos | Cleveland      | Blossom Music Center        |
| 12 de junio de 1986 | Estados Unidos | Canandaigua    | Finger Lakes                |
| 13 de junio de 1986 | Estados Unidos | Wantagh        | Jones Beach                 |
| 14 de junio de 1986 | Estados Unidos | Columbia       | Merriweather Post Pavillion |
| 17 de junio de 1986 | Canadá         | Montreal       | Verdun Auditorium           |
| 18 de junio de 1986 | Canadá         | Toronto        | Kingswood Theatre           |
| 20 de junio de 1986 | Canadá         | Toronto        | Kingswood Theatre           |
| 21 de junio de 1986 | Estados Unidos | Clarkston      | Pine Knob Music Theatre     |
| 22 de junio de 1986 | Estados Unidos | Chicago        | Poplar Creek                |
| 24 de junio de 1986 | Estados Unidos | Saint Paul     | Civic Centre                |
| 26 de junio de 1986 | Estados Unidos | Fort Worth     | Will Rogers Auditorium      |
| 28 de junio de 1986 | Estados Unidos | Austin         | City Coliseum               |
| 29 de junio de 1986 | Estados Unidos | Houston        | Southern Star Amphitheater  |
| 1 de julio de 1986  | Estados Unidos | Denver         | Red Rocks                   |
| 3 de julio de 1986  | Estados Unidos | Salt Lake City | Park West                   |
| 5 de julio de 1986  | Estados Unidos | Berkeley       | Greek Theatre               |
| 6 de julio de 1986  | Estados Unidos | Mountain View  | Shoreline Amphitheatre      |
| 8 de julio de 1986  | Canadá         | Vancouver      | Expo Theatre                |
| 11 de julio de 1986 | Estados Unidos | San Diego      | Sports Arena                |
| 13 de julio de 1986 | Estados Unidos | Inglewood      | The Forum                   |
| 14 de julio de 1986 | Estados Unidos | Irvine         | Irvine Meadows              |
| 15 de julio de 1986 | Estados Unidos | Irvine         | Irvine Meadows              |
| 21 de julio de 1986 | Japón          | Osaka          | Koseinenkin Hall            |
| 22 de julio de 1986 | Japón          | Nagoya         | Koseinenkin Hall            |
| 23 de julio de 1986 | Japón          | Tokio          | NHK Hall                    |

### Tercera Manga: Europa
| Fecha                | País      | Ciudad        | Lugar                   |
| 4 de agosto de 1986  | Francia   | Fréjus        | Arena de Frejus         |
| 5 de agosto de 1986  | Italia    | Pietra Ligure | Stadio Comunale         |
| 6 de agosto de 1986  | Italia    | Rímini        | Stadio Romeo Neri       |
| 8 de agosto de 1986  | Francia   | Nimes         | Arena de Nimes          |
| 9 de agosto de 1986  | Francia   | Annecy        | Stade D'Annecy Le Vieux |
| 12 de agosto de 1986 | Francia   | Bayona        | Arènes de Bayonne       |
| 16 de agosto de 1986 | Dinamarca | Copenhague    | Valby Park              |

### Conciertos cancelados
El concierto previsto en Royan fue suspendido por la intensa lluvia
| Fecha                | País    | Ciudad |
| 11 de agosto de 1986 | Francia | Royan  |